# Révolte des Lustucru
Pour les articles homonymes, voir Lustucru.
 (janvier 2011).
Si vous disposez d'ouvrages ou d'articles de référence ou si vous connaissez des sites web de qualité traitant du thème abordé ici, merci de compléter l'article en donnant les références utiles à sa vérifiabilité et en les liant à la section « Notes et références ».
La révolte des Lustucru est un soulèvement populaire qui se déroule en 1662 dans le Boulonnais. Il a pour cause la pression fiscale exercée par l'administration royale, au début du règne personnel de Louis XIV qui remettait en cause les privilèges des habitants du Boulonnais.

## Contexte historique
Le Boulonnais est exempté depuis le rattachement de la Picardie à la France, de la taille et des aides (par décision de Louis XI, en 1477), de la gabelle (par Henri II en 1552,), et du taillon (par Henri III en 1575,). Henri II justifie son acte : « en consideration de l'entière fidélité que toujours nous ont porté lesdits habitans, que ledit pays est maritime, faisant frontière aux Anglois et es pays de Flandre et Artois, subjet à toutes occasions de guerre, à grandes hostilités et incursions d'ennemis, passages et garnisons de nos gens de guerre... »
Le pays est un territoire de frontière, assez régulièrement pillé par les armées étrangères, notamment dans le cadre encore récent de la guerre de Trente Ans, qui ne prend fin qu'en 1648, où les habitants se sont illustrés par leur vigueur à défendre le pays. Le pays est encore organisé en milice, est astreint au guet, à fournir des hommes pour la milice et à les solder à ses frais.
La révolte a lieu en 1662 : le roi Louis XIV vient d'acheter à Charles II, roi d'Angleterre la place forte de Dunkerque, enlevée quatre ans plus tôt à l'Espagne par la coalition franco-anglaise.

## Le déroulement de la révolte
Le 19 mai 1661, est établi un impôt annuel de 30 000 livres, la « subvention du Boulonnais et de quartier d'hiver », qui prenait la suite d'autres taxes imposées au territoire dans le cadre de la guerre de Trente Ans. Ces dernières avaient été acceptées par les habitants dans le contexte de la défense du royaume ; en revanche rien ne justifiait, selon eux, que le roi fixe ce nouvel impôt en temps de paix. Olivier Le Fèvre, sieur d'Ormesson, l'intendant d'Amiens répartit l’impôt en question fin novembre 1661 et demande d'en hâter le recouvrement fin janvier 1662. Un collecteur est envoyé, mais les habitants refusent de payer.
Finalement, à la suite du refus d'agir du sénéchal François de Patras de Campaigno, c'est le lieutenant général de la sénéchaussée, Antoine le Roy de Lozembrune qui prend la tête le 24 juin 1662 de deux cent cinquante cavaliers pour forcer le paiement. Lozembrune, qui n'a pas rencontré de résistance dans le Haut-Boulonnais, pense que la collecte sera aisée. Ils entrent dans le Bas-Boulonnais et les cavaliers répartis en neuf cornettes se dispersent sur le territoire.
Le 25 juin, deux cents habitants des communes de Questrecques, Wirwignes et Crémarest envahissent le manoir du sieur du Blaisel, à Wirwignes, obligeant les officiers qui y résidaient à s'enfuir vers Boulogne.
Le 27 juin à Marquise, le même nombre de personnes forcent l'entrée de maisons et obligent les cavaliers qui y résident à fuir. Le lendemain à Wimille, cinq à six cents manifestants assaillent un détachement de soldats, qui ouvrent le feu, faisant un mort et un blessé. Ce groupe poursuit son chemin, et est rejoint par d'autres habitants. En arrivant près d'Isques, leur nombre a doublé depuis Wimille ; ils rencontrent alors le gros de la cavalerie. Malgré ça, le combat tourne à leur désavantage et ils tentent de s’enfuir. Les cavaliers les pourchassent et tuent près de quatre-vingts d'entre eux, avant d'aller se réfugier dans les murs de Boulogne.
Loin de calmer les révoltés, ceux-ci crient au « cari » et dans certaines villes on sonne le tocsin. Le 1er juillet, un millier d'hommes occupe Wimille, tandis qu'un deuxième groupe deux fois plus important va d'Huplandre à Isques, puis à Saint-Léonard. On retrouve les révoltés quelques jours plus tard à Tingry. Le 5 juillet, ils occupent Samer, ils sont alors environ au nombre de trois mille.
Selon Louis de Machault d'Arnouville, évêque d'Amiens au XVIIIe siècle, c'est à ce moment que les révoltés s’organisent autour d'anciens militaires et de quelques nobles, très peu, dont le seigneur Bertrand Postel du Clivet, petit hobereau déclassé qui, à en croire Machault, serait un alcoolique notoire. Malgré cela, la révolte reste assez mal organisée, les officiers habituels de leur milice, nobles et bourgeois, n'ayant pas pris part à la révolte, au point que Pierre Héliot évoque des « rebelles qui oscillaient sans but précis entre Boulogne, Desvres et Marquise, à la façon des troupeaux privés de pasteur ».
Le 10 juillet, à l’instigation de Bertrand du Clivet, qui réside à proximité, huit à neuf cents personnes se dirigent vers Hucqueliers, où se trouve une forteresse abandonnée, mais en bon état.

## La répression
Le ministre de la Guerre, Le Tellier de Louvois, prévenu très rapidement, envoie à Montreuil dix compagnies de gardes-françaises, cinq de gardes-suisses, toute la cavalerie cantonnée près de la frontière d'Artois ainsi que quatre pièces de canon. Jean François de Trémollet de Bucelli, marquis de Monpezat, gouverneur d'Arras, est à la tête de cette armée et lui-même placé sous la direction du duc Charles II d'Elbeuf. La première difficulté est d'organiser le ravitaillement des troupes dans le Boulonnais, dont les greniers sont vides, ils doivent ainsi faire venir du grain des alentours : Calais, Abbeville, Montreuil, Arras et même de Rouen.
Le duc d'Elbeuf, le marquis de Montpezat et le maître des requêtes Louis de Machault (ancêtre de l'évêque) organisent la répression à Montreuil, qui leur sert de base arrière. Le 11 juillet, après avoir repéré précisément les insurgés, l'armée se dirige vers Hucqueliers. Les révoltés se laissent surprendre, certains fuient mais la plupart se réfugient dans la forteresse. Ils n'ont que peu de vivres et de poudre, et doivent se résoudre à la reddition le jour-même.
Ce sont 594 révoltés qui sont alors fait prisonniers, parmi eux un certain nombre de mourants, estropiés, enfants, vieillards, espions sont relâchés, portant à 363 le nombre de révoltés gardés enchaînés. Le lendemain, une partie des troupes et les prisonniers repartent pour Montreuil. Parmi eux, se trouve Bertrand du Clivet qui parvient à s'échapper.
Le reste des troupes poursuivent la pacification du Boulonnais, mais la révolte a perdu toute sa vigueur à la suite de ce premier coup d'éclat à Hucqueliers, et comme l'indique Pierre Héliot « ce ne fut qu'une promenade militaire à travers un pays terrorisé ».
Tandis que Louis de Machault peut progresser dans l’enquête qui lui a été confiée pour confondre les coupables en interrogeant les témoins et les prisonniers, il est rapidement décidé que la plupart d'entre eux seront envoyés aux galères, et l'on vient les chercher le 5 août à Montreuil, où des parents tentent de racheter leur liberté. Commence alors le long périple jusqu'à Toulon, à marches forcées et descendant le Rhône dans la cale de navires.
Machault identifie tant bien que mal des meneurs à cette révolte : Machotte dit La Forêt, Sébastien Darsy, Lemaire dit Le Pan, Garoux, de Courteville et un cocher. À la suite de cela, se tient procès le 27 juillet, les débats ne durent que quelques heures pour la forme, la sentence étant déjà convenue. Bertrand du Clivet, bien que toujours en fuite, est dégradé de sa noblesse, lui et ses descendants, ses biens confisqués et sa demeure rasée. Machotte est condamné au supplice de la roue le 29 juillet à Boulogne ainsi que Lemaire le 2 août à Marquise. Enfin, le 4 août Sébastien Darsy est pendu à Samer. Les deux derniers sont aussi envoyés aux galères après pénitence.
Les cloches de Samer et de Marquise sont dépendues, les foires et les marchés interdits pour un an, ces villes étant reconnues coupables d'avoir fait sonner le tocsin. Des pyramides expiatoires sont dressées dans ces deux villes ainsi que sur les décombres de la demeure de Bertrand du Clivet. Ce dernier, ayant entendu qu'un autre noble local avait prêté assistance dans la destruction de sa demeure se rend chez ce dernier le 10 août au soir, dans l'intention de le tuer. Ivre, il ne parvient qu'à tuer un valet avant d'être maîtrisé. Le lendemain, il est remis à la garnison locale. Machault pense obtenir des informations sur l'organisation de la révolte, mais il n'en tire pas grand-chose bien qu'il l'ait soumis à la question. Finalement, Bertrand du Clivet est à son tour roué le 19 août à Boulogne. Cela a moins d'effet sur la population dans la mesure où Machault avait prononcé le 15 août dans la même ville de Boulogne les lettres d'amnisties générales de Louis XIV. Machault peut, sans difficulté, récolter le nouvel impôt fixé l'année précédente pour les années 1661 et 1662 ainsi qu'une amende de 50 000 livres pour s'être révoltés.
Enfin, contrairement aux souhaits de Colbert, Louis XIV conserve les privilèges du Boulonnais et n'en fait pas un pays d'élection, même si en réalité le maintien d'un quartier d'hiver sur le territoire est une entorse aux privilèges. Malgré cela, cette répression a su briser toute velléité de rébellion des Boulonnais qui ne connurent pas d'autre soulèvement jusqu'à la Révolution.

## Origine du nom de la révolte
L'origine exacte du nom de la révolte, qui n'est pas contemporain aux événements, est inconnue ; néanmoins il est probable que cela fasse référence au « Lustucru », personnage de l'imagerie populaire, très en vogue sous Louis XIII et Louis XIV, forgeron et médecin à la fois, censé « reformer », à l'aide de ses outils, la tête des femmes pour les guérir de prétendus maux, ce en raison de déviances de leur caractère.
Le Littré indique aussi : « Terme populaire. Pauvre diable, ou homme ridicule. […]  Il est possible pourtant que lustucru ne soit pas autre chose que l'eusses-tu cru ? phrase traditionnelle du niais de théâtre, qui dit à sa nouvelle épouse : l'eusses-tu cru ? » 
Aussi, par contrecoup de l'objectif initial, Lustucru produit une imagerie où les femmes prennent leur revanche sur le médecin-forgeron, le ridiculisant en conséquence. Puis par après, Pierre Héliot précise : « Son nom était une étiquette burlesque qu'on appliqua par dérision à toutes sortes de choses ; il est assez naturel qu'on l'ait décernée à cette révolte des paysans boulonnais qui s'effondra misérablement aux premiers coups de canon. »